# Can Colomer (Vilassar de Dalt)
Can Colomer és una masia gòtica de Vilassar de Dalt (Maresme) protegida com a bé cultural d'interès local.

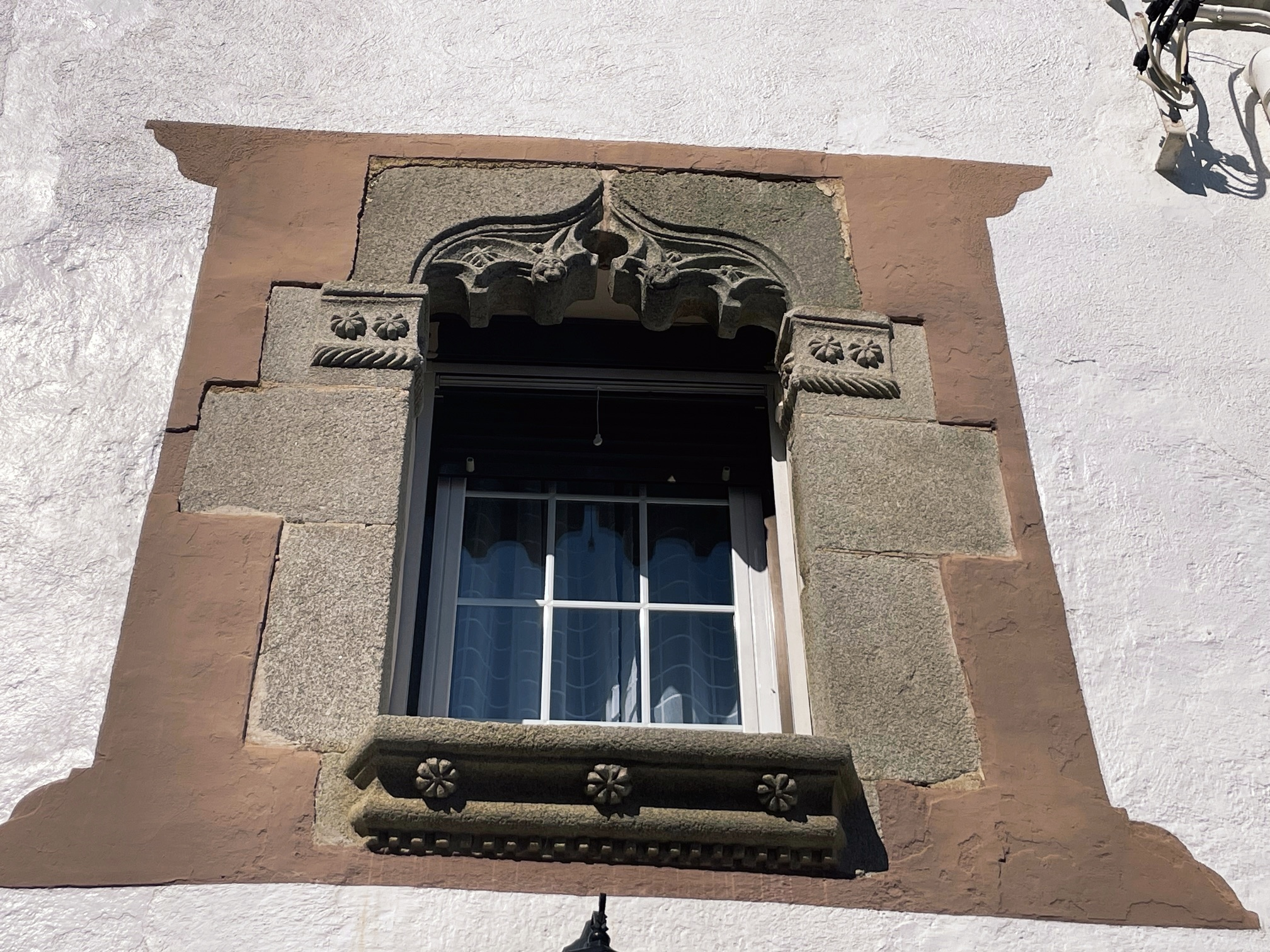
Finestra a Can Calomer (Vilassar de Dalt)

## Descripció
Edifici civil; es tracta d'una masia conformada per una planta baixa, un pis i coberta per una teulada amb dos vessants amb carener perpendicular a la façana.
En conjunt, malgrat les ampliacions que s'han realitzat i les modificacions que ha patit la casa, els elements de la seva façana i la seva estructura s'han conservat perfectament: cal destacar el portal rodó dovellat amb un petit escut a la dovella clau, i les tres finestres del pis -especialment la central, d'estil gòtic, amb la llinda treballada en forma d'arc conopial lobulat-, les impostes i l'ampit amb elements decoratius.
Sobresurten també els esgrafiats llisos que emmarquen les finestres i que a cop de vista fa que semblin finestres del Renaixement.